# Hister laevifrons
Hister laevifrons är en skalbaggsart som beskrevs av Desbordes 1914. Hister laevifrons ingår i släktet Hister och familjen stumpbaggar. Inga underarter finns listade i Catalogue of Life.